# Thảm họa Toba
Thảm họa Toba hay sự kiện siêu phun trào Toba là vụ phun trào siêu núi lửa đã xảy ra tại vị trí ngày nay là hồ Toba ở Sumatra, Indonesia, vào thời gian giữa 69 và 77 Ka BP (Kilo annum before present: ngàn năm trước đây).
Theo kết quả xác định niên đại bằng đồng vị phóng xạ 40Ar/39Ar của Michael Storey et al. thì thời gian xảy ra sự kiện là 73,88 ± 0,32 Ka BP . Đây là một trong những vụ phun trào lớn nhất được biết đến của trái đất, và là sự kiện phun trào siêu núi lửa được nghiên cứu kỹ lưỡng nhất.
Giả thuyết Thảm họa Toba cho rằng sự kiện này gây ra một mùa đông núi lửa toàn cầu dài cỡ 6-10 năm và có thể tiếp theo là thời kỳ mát lạnh dài cỡ 1.000 năm.
Năm 1993, nhà báo khoa học Ann Gibbons đề xuất rằng có liên hệ giữa vụ phun trào này và một nút cổ chai dân số trong sự tiến hóa loài người. Michael R. Rampino của Đại học New York và Stephen Self của Đại học Hawaii ở Manoa đã hỗ trợ cho ý tưởng này. Năm 1998, lý thuyết cổ chai dân số đã được phát triển thêm bởi Stanley H. Ambrose của Đại học Illinois ở Urbana-Champaign. Cả hai thuyết về liên hệ trên và "lý thuyết mùa đông núi lửa toàn cầu" đang còn là vấn đề tranh cãi.

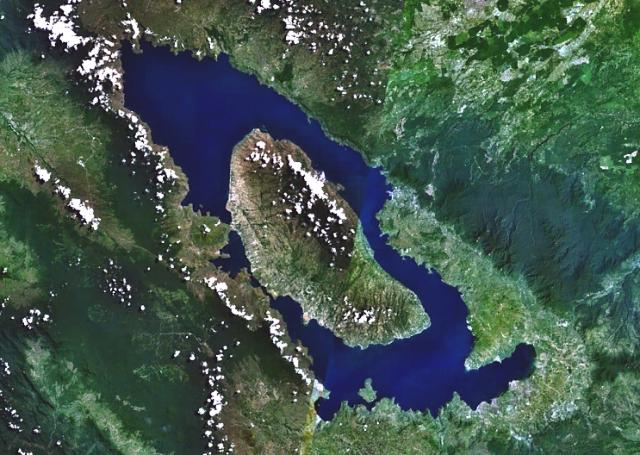
Hồ Toba là kết quả của miệng núi lửa

## Siêu phun trào
Sự kiện Phun trào Toba xảy ra tại vị trí nay là hồ Toba, Indonesia, khoảng 75 ± 0,9 Ka BP  . Vụ phun trào này là cuối cùng và lớn nhất trong bốn vụ phun trào của Toba trong kỷ Đệ Tứ, và được xác nhận từ tầng đất gốc tro rơi, hay tầng tuff Toba trẻ nhất (YTT, youngest Toba tuff) .
Vụ phun trào có chỉ số nổ núi lửa (VEI, volcanic explosivity index) ước tính là 8, là mức cao nhất, hay còn gọi là có cường độ ≥ M8. Nó tạo ra miệng núi lửa lớn và phức tạp, cỡ 100 × 30 km. Lượng đá quy đổi (DRE, Dense-rock equivalent) phun trào ước tính của núi lửa vào cỡ 2000 km³ đến 3000 km³, ước tính DRE phổ biến nhất là 2.800 km³ (khoảng 7 × 1015 kg) magma phun trào, trong đó 800 km³ là từ tro rơi.
Khối lượng phun trào này lớn gấp 100 lần khối lượng của vụ phun trào núi lửa lớn nhất trong lịch sử gần đây, đó là phun trào núi Tambora ở Indonesia năm 1815, là vụ phun trào đã khiến năm 1816 thành "năm không có mùa hè" ở Bắc bán cầu .
Phun trào Toba đã tạo một tro lớp dày khoảng 15 cm (6 inch) trên toàn bộ khu vực Nam Á. Một tấm phủ tro núi lửa cũng đã lắng ở Ấn Độ Dương, biển Ả Rập và Biển Đông Việt Nam . Những lõi khoan biển sâu lấy từ vùng Biển Đông đã mở rộng phạm vi được biết đến của các vụ phun trào, và là cơ sở cho ước tính 2.800 km³ của khối lượng nổ, và là một giá trị tối thiểu hoặc thậm chí một đánh giá thấp .

## Mùa đông núi lửa
Vụ phun trào Toba dường như trùng với sự khởi đầu của thời kỳ băng hà cuối cùng. Tuy nhiên có những quan điểm khác nhau và chia ra 3 nhóm.
1. Phun trào Toba khởi động thời kỳ băng hà cuối cùng
Michael R. Rampino và Stephen Self cho rằng sự phun trào gây ra "sự làm mát rộng lớn, hay 'mùa đông núi lửa'", dẫn đến giảm nhiệt độ bề mặt trung bình toàn cầu bởi 3-5 °C và tăng tốc quá trình chuyển đổi từ ấm áp đến nhiệt độ lạnh của kỳ băng hà cuối cùng .
Các bằng chứng từ lõi băng Greenland cho thấy một khoảng thời gian cỡ 1.000 năm có δ18O thấp và bụi lắng tăng ngay lập tức sau vụ phun trào. Đợt phun trào này có thể đã gây ra nhiệt độ lạnh (stadial) trong khoảng thời gian 1.000 năm, trong đó 200 năm tầng bình lưu khí quyển bị tác động bởi núi lửa Toba . Rampino và Stephen Self cho rằng sự lạnh đi toàn cầu đã có ngay vào thời điểm của vụ phun trào, nhưng quá trình này còn chậm; và YTT "có thể là cú hích đẩy nhanh hệ thống khí hậu chuyển từ ấm sang trạng thái lạnh" . Clive Oppenheimer thì bác bỏ giả thuyết phun trào đã kích động thời kỳ băng hà cuối cùng , song ông vẫn đồng ý nó có thể là nguyên nhân cho một thiên niên kỷ khí hậu mát lạnh vào trước sự kiện Dansgaard-Oeschger thứ 19 .
2. Phun trào Toba không khởi động thời kỳ băng hà cuối cùng
Theo Alan Robock ở Đại học Rutgers (Đại học công lập New Jersey) Hoa Kỳ, người viết bài báo Mùa đông hạt nhân, thì phun trào Toba không kích động thời kỳ băng hà cuối cùng. Tuy nhiên các mô phỏng máy tính của ông về vụ thải ra 6 tỷ tấn điôxit lưu huỳnh vào khí quyển, đã dẫn đến kết luận rằng sự giảm nhiệt toàn cầu tối đa khoảng 15 °C xảy ra trong ba năm sau vụ phun trào, và cái lạnh này kéo dài trong nhiều thập kỷ, đã tàn phá cuộc sống . Vì rằng tỷ lệ trôi đoạn nhiệt bão hòa là 4,9 °C/1.000 m cho nhiệt độ trên điểm đóng băng , vào thời điểm đó các hàng cây và những dòng tuyết ở thấp hơn khoảng 3.000 m (9,900 ft). Khí hậu hồi phục trong một vài thập kỷ, và Robock không tìm thấy bằng chứng cho thấy thời kỳ lạnh 1.000 năm thấy trong dữ liệu lõi băng Greenland có nguồn gốc từ phun trào Toba. Trái lại, Oppenheimer cho rằng ước tính của một sụt giảm nhiệt độ bề mặt từ 3-5 °C có thể là quá cao và ông đề xuất rằng nhiệt độ chỉ giảm 1 °C thôi . Robock đã chỉ trích phân tích của Oppenheimer, rằng nó được dựa về mối quan hệ nhiệt quá đơn giản .
Mặc dù có những ước tính khác nhau, các nhà khoa học nhất trí rằng vụ siêu phun trào ở quy mô Toba tất yếu dẫn đến lớp tro rơi xuống vùng rất rộng lớn và phun khí độc hại vào khí quyển. Nó dẫn đến các hiệu ứng về khí hậu và thời tiết trên toàn thế giới . Dữ liệu lõi băng Greenland hiển thị một sự thay đổi khí hậu đột ngột khoảng thời gian này , nhưng không có sự nhất trí rằng sự phun trào trực tiếp tạo ra thời kỳ lạnh 1.000 năm thấy ở Greenland hoặc đã kích hoạt thời kỳ băng hà cuối cùng .
3. Phun trào Toba không gây ra thay đổi toàn cầu
Năm 2013 các nhà khảo cổ do Christine Lane từ Đại học Oxford dẫn đầu đã thông báo tìm thấy vi lớp của tro núi lửa như thủy tinh trong trầm tích của hồ Malawi, và khẳng định liên kết tro với siêu phun trào Toba hồi 75 Ka BP, nhưng không thấy thay đổi trong loại hóa thạch gần các lớp tro, những thứ gì đó có thể chờ đợi sau một mùa đông núi lửa nghiêm trọng. Vì thế họ kết luận rằng các vụ phun trào núi lửa lớn nhất được biết đến trong lịch sử của loài người không làm thay đổi đáng kể khí hậu của Đông Phi . Christine Lane giải thích rằng "Chúng tôi đã kiểm tra các lát đốm bẩn tại từng khoảng 2 mm, tương ứng với độ phân giải trong thập kỷ, và quét huỳnh quang tia X từng khoảng 200-µm tương ứng với độ phân giải là năm. Chúng tôi quan sát thấy không có thay đổi rõ ràng trong thành phần của bùn hoặc tỷ lệ Fe/Ti, cho thấy rằng không có thay đổi hướng chảy của cột nước do nhiệt xảy ra sau siêu phun trào Toba" . Năm 2015, một nghiên cứu mới về khí hậu của Đông Phi cũng hỗ trợ kết luận này của Lane .
Tuy nhiên điều này bị Richard Roberts (Đại học New South Wales, Úc) chỉ trích .

## Thắt cổ chai di truyền

### Thắt cổ chai di truyền ở loài người
Vụ phun trào Toba được cho là liên quan đến một nút thắt cổ chai di truyền trong quá trình tiến hóa loài người vào khoảng 50 Ka BP . Có hai luồng ý kiến trái ngược nhau.
Nhóm thứ nhất cho rằng vụ phun trào tác động đến khí hậu toàn cầu, làm giảm nghiêm trọng tổng dân số loài người.
Theo lý thuyết cổ chai di truyền, trong khoảng từ 50 đến 100 Ka BP dân số loài người giảm mạnh tới mức chỉ còn cỡ 3.000 đến 10.000 cá thể sống sót . Điều này được hỗ trợ bởi bằng chứng di truyền cho thấy con người ngày nay có nguồn gốc từ quần thể có dân số rất nhỏ, với chỉ khoảng 1.000 đến 10.000 cặp sinh sản tồn tại vào thời kỳ khoảng 70 Ka BP .
Những người ủng hộ lý thuyết cổ chai di truyền (kể cả Alan Robock) cho rằng phun trào Toba dẫn đến một thảm họa sinh thái toàn cầu, bao gồm phá hủy thảm thực vật cùng với hạn hán nghiêm trọng trong vành đai rừng mưa nhiệt đới và trong khu vực gió mùa. Một mùa đông núi lửa 10 năm gây ra bởi sự phun trào có thể đã phá hủy phần lớn các nguồn thức ăn của con người và gây ra suy giảm nghiêm trọng trong quy mô dân số . Sự thay đổi môi trường này có thể đã tạo ra cổ chai dân số ở nhiều loài, bao gồm hominid (vượn dạng người) , và điều này có thể đã thúc đẩy sự phân hóa từ bên trong quần thể có dân số nhỏ hơn. Điều này đã phản ánh những thay đổi di truyền của người hiện đại trong 70 Ka vừa qua, chứ không phải là sự khác biệt dần dần qua hàng triệu năm .
Nhóm các nghiên cứu khác thì nghi ngờ về mối liên hệ giữa phun trào Toba và một nút cổ chai di truyền. Bằng chứng là công cụ bằng đá cổ ở miền nam Ấn Độ đã được tìm thấy ở trên và dưới một lớp dày tro từ núi lửa Toba là tương tự nhau, tức là những đám mây bụi phun trào không quét sạch được cư dân địa phương này . Bằng chứng khảo cổ học bổ sung từ phía Nam và phía Bắc Ấn Độ cũng gợi ý rằng thiếu bằng chứng về tác động vụ phun trào vào cư dân địa phương, và các tác giả của nghiên cứu này kết luận "nhiều dạng sinh vật đã sống sót sau vụ siêu phun trào, trái với các nghiên cứu khác đã gợi ý về tuyệt chủng sinh vật và tắc nghẽn di truyền". Dẫu vậy bằng chứng từ các phân tích bào tử phấn hoa đã cho thấy có sự kéo dài tình trạng hủy diệt rừng ở Nam Á, và một số nhà nghiên cứu đã đề xuất rằng phun trào Toba có thể buộc con người phải áp dụng các chiến lược thích ứng sinh tồn mới, điều có thể đã cho phép họ thay thế người Neanderthal và những "loài người cổ xưa khác" . Dẫu vậy ý kiến này đã bị thách thức bởi các bằng chứng về sự hiện diện của những người sống sót sau vụ phun trào, là người Neanderthal ở châu Âu đến 50 Ka BP, và Homo floresiensis ở Đông Nam Á đến 60 Ka BP .
Điều cân nhắc khác về lý thuyết phun trào Toba gây ra cổ chai di truyền bao gồm khó khăn trong việc đánh giá ảnh hưởng của vụ phun trào tới khí hậu toàn cầu cũng như khu vực, và thiếu bằng chứng thuyết phục cho sự phun trào báo trước nút cổ chai . Hơn nữa các phân tích di truyền các chuỗi Alu trên toàn bộ gen người đã chỉ ra rằng quy mô dân số hiệu dụng của con người vào hồi 1,2 Ma BP là ít hơn 26.000 cá thể. Giải thích có thể cho quy mô dân số thấp của tổ tiên loài người có thể bao gồm cổ chai dân số lặp đi lặp lại, hoặc do các sự kiện thay thế định kỳ từ các phân loài Homo cạnh tranh .

### Thắt cổ chai di truyền ở các loài thú
Một số bằng chứng thu được cho thấy cổ chai di truyền xảy ra ở các loài thú sau vụ phun trào Toba. Đó là quần thể tinh tinh Đông Phi (chimpanzee) , đười ươi Borneo (orangutan) , khỉ Rhesus trung Ấn Độ (Macaca mulatta) , báo cheetah, hổ , và sự phân dị các gen hạt nhân của khỉ đột ở đồng bằng phía đông với phía tây châu Phi . Những loài thú này đã phục hồi từ những con số cá thể rất thấp vào hồi 70-55 Ka BP.